# حضور صاحب
تخت حضور صاحب، که رسماً با نام «تخت ساچ‌خند سری حضور اَبچال‌نگر صاحب» شناخته می‌شود، یکی از پنج تخت مهم در آیین سیک است، و به معنای «در محضر استاد» است. این گوردوارا بین سال‌های ۱۸۳۲ تا ۱۸۳۷ توسط مهاراجه رانجیت سینگ در ناحیه ناندِد ایالت ماهاراشترا، در کنار رود گوداوری ساخته شد، و به‌عنوان معبدی مقدس برای یادبود آخرین لحظات زندگی گورو گوبیند سینگ که در سال ۱۷۰۸ در همین مکان به «جوتی جوت» (اتحاد با نور الهی) رسید، قرار گرفته است.
در قلب این مجموعه، بنایی به نام ساچ‌خند قرار دارد که معبد اصلی و محل نصب گورو گرانت صاحب است. در اتاق درونی دیگری با نام انگیتا صاحب، محل خاک‌سپاری معنوی گورو گوبیند قرار دارد و آیین‌ها و مراسم مذهبی ویژه‌ای فقط توسط یکی از جتهادارهای منصوب شده انجام می‌شود، زیرا ورود عموم به آن قسمت مجاز نیست.
تاریخچه این تخت با حادثه‌ای مهم گره خورده است: در سال ۱۷۰۸، گورو گوبیند سینگ در ناندِد مورد حمله قرار گرفت، خود قاتل یکی از مهاجمان شد و پس از چند روز بندگی کامل‌تری کرد و جان سپرد. پیش از مرگش، به پیروانش دستور داد که گورو گرانت صاحب را به‌عنوان گورو جاودانه بپذیرند و ناندِد را «ابچال‌نگر» (شهر پایدار) نام نهاد، نشانه‌ای از ابدی بودن روح و فرمان گورو.